# Motorola Accompli 388
O Accompli 388 é um smartphone/celular da Motorola, lançado em 2002.

## Características
O Accompli 388 ou A388 (ou ainda, A388C como é conhecido), é o sucessor do  Accompli 008 (A008), permanece com as mesmas características do A008; tendo somente como upgrade o visor, que é colorido (TFT Touchscreen 65K Cores).